# Присекин, Николай Сергеевич
Николай Сергеевич Присекин (10 ноября 1928, с. Частая Дубрава, Липецкий район, Липецкая область, РСФСР, СССР — 24 мая 2008, Москва, Россия) — советский художник-баталист, лауреат Государственной премии РСФСР им. И. Е. Репина (1973), заслуженный художник РСФСР (1974), народный художник Российской Федерации (1992).

## Биография
В 1942—1947 годах учился в Московском художественно-промышленном училище имени М. И. Калинина. В 1950 году окончил Высшее педагогическое отделение при Московском художественно-промышленном училище имени М. И. Калинина.
С 1951 года работал в студии военных художников имени М. Б. Грекова. Член Союза художников СССР с 1961 года.
Похоронен в Москве, на Троекуровском кладбище, участок 7в.

## Основные произведения
- «Волочаевский бой» (1963, Ангарская картинная галерея)
- «Последние из равелина» (1965, Центральный музей Вооруженных Сил СССР)
- «Балтийские атланты» (1968, Центральный музей Вооруженных Сил СССР)
- диорамы: «Альпийский поход А. В. Суворова» (1952, Музей-заповедник А. В. Суворова в Кончанском-Суворовском Новгородской обл., совместно с Ф. П. Усыпенко, И. Т. Мальцевым, В. И. Переяславцем, А. И. Интезаровым), «Битва на Курской дуге» (1956, Курск, совместно с П. И. Жигимонтом), «Штурм Сапун-горы» (1959, Севастополь, совместно с П. Т. Мальцевым, Г. И. Марченко), «Форсирование реки Великой в 1944 г.» (1960, Псков, совместно с В. К. Дмитриевским), «Бой воздушного десанта под Вязьмой зимой 1942 г.» (1970, Музей военно-войск в Рязани, совместно с П. Т. Мальцевым), «Битва за Киев» (1973, Букринский плацдарм под Киевом).

## Награды и премии
- Золотая медаль имени М. Б. Грекова (1968)
- Юбилейная медаль «За доблестный труд. В ознаменование 100-летия со дня рождения Владимира Ильича Ленина»
- Государственная премия РСФСР имени И. Е. Репина (1973)
- Заслуженный художник РСФСР (1974)
- Орден «Знак Почёта» (1975)
- Заслуженный деятель искусств Украинской ССР (1980)
- Серебряная медаль Академии художеств СССР (1980)
- Орден Красной Звезды (1982)
- Народный художник Российской Федерации (20 ноября 1992) — за большие заслуги в области изобразительного искусства

## Альбом
- Николай Присекин: [Текст]: Альбом / Авт. вступ. ст. и сост. Н. В. Баркова. — Москва: Изобразительное искусство, 1989. — 158 с.: ил., портр.; 29 см; ISBN 5-85200-051-5